# Герб Северо-Курильского городского округа
Герб муниципального образования «Северо-Курильский городской округ» Сахалинской области Российской Федерации — опознавательно-правовой знак, служащий официальным символом муниципального образования.

## Описание и обоснование символики
В лазоревом (синем, голубом) поле над серебряными бегущими вправо волнами - скала того же металла, на ней золотой обращённый вправо калан настороже, сопровождённый во главе тремя опрокинутыми и обращёнными внешней стороной раковинами того же металла.
Северо-Курильский район расположен на северных островах Большой Курильской гряды, омываемых Охотским морем и Тихим океаном. Водные просторы, играющие особую роль в жизни местного населения (в Северо-Курильске находится база дальневосточного сейнерного флота), отражены в гербе синим цветом и серебром.
На территории района находится заказник с многочисленными стадами каланов, что отражено в гербе.
Настороже - в геральдике поза животного повёрнутого в геральдическую правую сторону (влево от зрителя), а головой обращённого прямо (на зрителя).
Раковины в гербе символизируют добычу морского гребешка - один из основных видов хозяйственной деятельности района в рыболовно-добывающей и перерабатывающей отрасли. Также раковины являются аллегорией островов, на которых расположен район. В геральдике раковина - символ человеческой духовности и благополучия, красоты, гармонии и вечности.
Лазурь в геральдике - символ возвышенных устремлений, мышления, искренности и добродетели.
Золото в геральдике - символ высшей ценности, прочности, силы, великодушия, солнечного света и рассвета.
Серебро в геральдике - символ простоты, совершенства, благородства, мира, взаимосотрудничества.
Герб Северо-Курильского района разработан Союзом геральдистов России.
Авторы герба: Константин Мочёнов - идея герба, Кирилл Переходенко - обоснование символики, Оксана Фефелова, Галина Русанова - компьютерный дизайн.
Герб утверждён решением № 12/45-2 районного Собрания муниципального образования «Северо-Курильский район» от 5 августа 2004 года.
Герб внесён в Государственный геральдический регистр Российской Федерации под № 1738.
В 2006 году Северо-Курильский район был преобразован в Северо-Курильский городской округ, герб при этом не менялся.